# 296. Infanterie-Division (Wehrmacht)
Die 296. Infanterie-Division (296. ID) war ein militärischer Großverband der Wehrmacht.

## Geschichte

### Aufstellung
Die 296. ID wurde als Division der 8. Aufstellungswelle im Februar 1940 in Passau und Deggendorf im Wehrkreis XIII aufgestellt.

### Westfeldzug
Nach dem Westfeldzug wurde die 296. ID nach Osten verlegt.

### Unternehmen Barbarossa
Beim Unternehmens Barbarossa, dem Angriff auf die Sowjetunion, war sie zu Beginn der Heeresgruppe Mitte unterstellt. Am 22. Juni 1941, dem Angriffsbeginn gegen die Sowjetunion, war die Division als Reserve eingeteilt. Als die 262. Infanterie-Division beim Angriff auf Grenzstellungen scheiterte und sogar zurückgeworfen wurde, kam es schon am 23. Juni zum Kampfeinsatz der 296. Infanterie-Division. Vom 23. bis 29. Juni musste der Verband Befestigungen mit 34 gut ausgebauten, sehr gut getarnten und hochmodern gebauten Bunkern einnehmen. Die sowjetischen Soldaten verteidigten sich sehr hartnäckig, denn ihnen war gesagt worden, dass sie von den Deutschen sofort erschossen würden. Beim Kampf um die Bunker wurden 200 Soldaten der Division getötet und 400 verwundet. Danach gehörte die Division wieder zur Reserve und folgte in Märschen den kämpfenden Verbänden. Bis zum 22. Juli 1941 legte der Verband 630 km zurück. Dabei kam es zu Tagesmärschen von bis zu 50 km. Sie kämpfte 1941 auch in Kiew, Tula und Beljow. 

### Orel 1942
Im Jahr 1942 war ihr Einsatzgebiet zusammen mit der 2. Panzerarmee der Raum Orel.

### Bobruisk 1943
Im Jahr 1943 Bobruisk in Weißrussland. 

### Vernichtung
Im Juni 1944 wurde die 296. ID unter Generalleutnant Kullmer im Kessel von Bobruisk während der sowjetischen Sommeroffensive zusammen mit einem Großteil der 9. Armee vernichtet.

### Auflösung
Die Auflösung erfolgte im August 1944. 

## Gedenkstätte
Ein Soldatenfriedhof bei Chodossowitschi, Kreis Rogatschew, Oblast Gomel, Belarus erinnert an die Gefallenen. In unmittelbarer Nähe des Soldatenfriedhofs lag im Juni 1944 der damaligen Hauptverbandsplatz der 296. Infanterie-Division.

## Antisemitismus in der Division
Nach den Forschungsergebnissen des Historikers Christian Hartmann in dessen Habilitationsschrift 2009 fanden sich in der 296. ID bei „ganz unterschiedliche Dienstgraden […] höherer Offizier, Subalternoffizier, Unteroffizier, einfacher Soldat […] Anzeichen für einen erschreckenden Antisemitismus“. So schrieb Oberst Heinrich Thoma in einem Brief vom 19. Juli 1941: „Für keinen Juden ist [es] schade, wenn er erschossen wird. Je eher das geschieht, desto besser ist es.“ Oberleutnant Hans Reinert wollte laut seinem Tagebucheintrag vom 24. September 1941 die „Fressen [der Juden] mit dem Stiefel zusammentreten“.

## Personen
| Dienstzeit                        | Dienstgrad             | Name                                 |
| --------------------------------- | ---------------------- | ------------------------------------ |
| 1. Januar 1941 bis 8. Januar 1942 | General der Artillerie | Wilhelm Stemmermann                  |
| 8. Januar bis 2. April 1942       | Generalleutnant        | Friedrich Krischer Edler von Wehregg |
| 2. April bis 1. Mai 1942          | Generalmajor           | Ulrich Schütze                       |
| 1. Mai 1942 bis 1. Januar 1943    | Generalleutnant        | Karl Faulenbach                      |
| 1. Januar 1943 bis 19. Juni 1944  | Generalleutnant        | Arthur Kullmer                       |

| Dienstzeit                    | Dienstgrad | Name               |
| ----------------------------- | ---------- | ------------------ |
| März 1940 bis 21. Juni 1941   | Major      | Günther Leutheußer |
| 1. März bis Oktober 1942      | Major      | Horst Nitzschmann  |
| Oktober 1942 bis Februar 1944 | Oberst     | Martin Cossmann    |
| Februar 1944 bis unbekannt    | Major      | Horst Marticke     |

- Hans Hüttner (* 19. November 1885 in Hirschberglein; † 11. September 1956 in Hof (Saale))

Hüttner war Kommandant vom Infanterie-Regiment 520 in der 296. ID. 1985 wurden die General-Hüttner-Kaserne in Hof an der Saale nach ihm benannt.

## Verluste der 296. Infanterie-Division
Für die Division sind bei einer Sollstärke von 10.267 Soldaten während des Einsatzes von Juni 1941 bis Dezember 1943 9.474 Soldaten als Verluste dokumentiert bzw. errechnet. Wobei für die Monate Dezember 1942 und Februar, April, Mai und Juni 1943 keine Daten vorliegen und diese Lücke durch errechnete Durchschnittswerte geschlossen wurde. Unter den Verlusten dieser Zeit sind 2.346 Soldaten welche gefallen und 556 Soldaten welche vermisst sind. Dazu kommen 8.308 Verwundete. Unter den Verlusten waren als Gefallene und als Verwundete je 3 Prozent Offiziere. Der Anteil der Offiziere an einer Infanterie-Division der Wehrmacht betrug 3 Prozent. Bei den Vermissten machten Offiziere 1 Prozent aus. Nach der Operation Bagration wurden 1944 fast 1.200 Soldaten als vermisst dokumentiert.

## Auszeichnungen
Insgesamt wurden 22 Angehörigen der 296. ID das Ritterkreuz verliehen und 57 ein Deutsches Kreuz in Gold. 11.830 Soldaten erhielten ein Eisernes Kreuz II. Klasse und 1.920 ein Eisernes Kreuz der I. Klasse. Dazu kamen 46 Wiederholungsspangen beider Klassen des Eisernen Kreuzes. 5.075 Männer wurden mit dem Kriegsverdienstkreuz mit Schwertern ausgezeichnet.

## Gliederung
- Infanterie-Regiment 519
- Infanterie-Regiment 520
- Infanterie-Regiment 521
- Artillerie-Regiment 296 (mit vier Abteilungen)
- Panzerjäger-Abteilung 296
- Pionier-Bataillon 296
- Nachrichten-Abteilung 296
- Nachschubtruppen 296[8]